# ジグズディナー

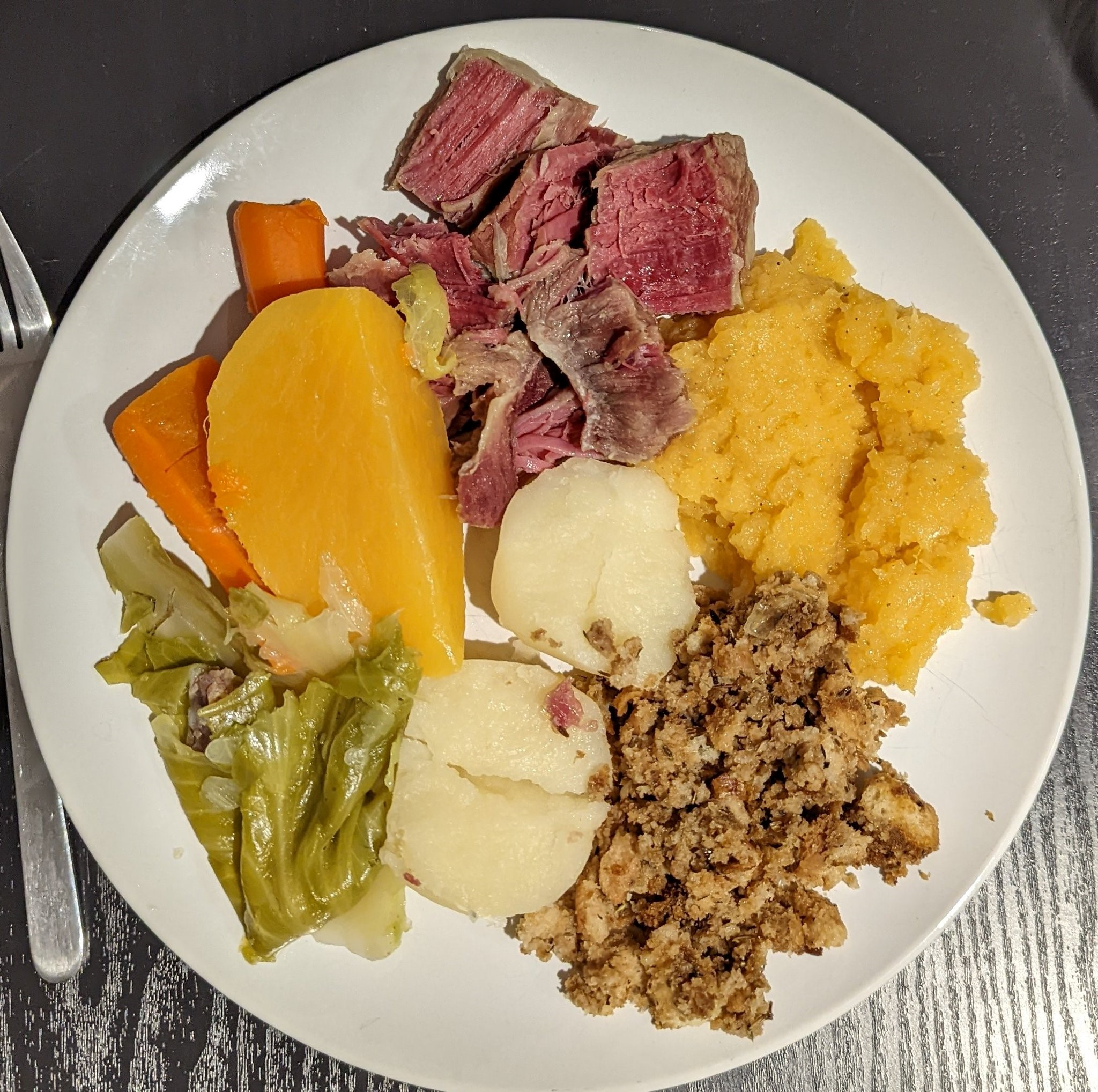
ジグズディナー：キャベツ、カブ、ニンジン、塩漬け肉、カブのマッシュ、ドレッシング、ジャガイモ

ジグズディナー(Jiggs dinner)は、ニューファンドランド島で伝統的に日曜日に作られ、食べられる料理である。ジョージ・マクマナスの人気長寿漫画Bringing Up Father（『親爺教育』）の主人公の1人であるジグズの好きな食べ物がコンビーフ・アンド・キャベツであったことによる。

## 材料
コンビーフをジャガイモ、ニンジン、キャベツ、カブ、葉菜類とともに茹でる。ピースプディングとフィギーダフは、肉と野菜の濃厚なスープに浸したプリンバッグで調理する。調味料としては、マスタード、ピクルス、クランベリーソース、バター、薄いグレイビーソースを用いる。
ジグズディナーで残った野菜は、しばしば鍋に入れて炒め、バブル・アンド・スクイークに似た「キャベツハッシュ」や「コンビーフ・アンド・キャベツ・ハッシュ」と呼ばれる料理を作ることがある。